# Путешествие из Петербурга в Москву: особый путь
«Путешествие из Петербурга в Москву: особый путь» — документальный мини-сериал Андрея Лошака, вышедший в конце 2014 года  на телеканале «Дождь». Сериал следует маршрутом «Путешествия из Петербурга в Москву» Александра Радищева, Лошак на протяжении 6 серий старался освещать в населённых пунктах те же темы, что и писатель двумя веками ранее.
Идея сериала возникла у Лошака после просмотра современного федерального телевидения, которое, по словам журналиста, не показывает происходящее в стране, а сконцентрировано на президенте и внешней политике. Лошак предложил проект сериала «Дождю», там согласились, но не смогли найти финансирование летом 2014 года, и съёмки прошли только в конце октября, второпях с целью успеть до снежного покрова. В съёмочной группе было 6 человек, запись велась на камеру Red. По словам Лошака, из-за спешки поездка не была должным образом организована, и большая часть сериала представляет собой импровизацию. В конце ноября сериал начал выходить на «Дожде». В 2015 году документальный сериал стал в своей категории лауреатом премии «Лавровая ветвь».
Социолог Ирина Троцук назвала сериал промежуточным звеном между авантюрным экспериментом и научным анализом трансформации межстоличного пространства. По мнению культуролога Оксаны Мороз, Лошак пытается выступать в сериале третейским судьёй между либералами и традиционалистами, но скатывается в потакание вкусам либеральных зрителей «Дождя» с противопоставлением разрушенных деревень и богатой резиденции Путина.

## Эпизоды
| № | Название                  |
| --- | ------------------------- |
| 1 | «Любань — Чудово»         |
| Сельское хозяйство и крестьяне. Радищево. Вымирающее Старое Рахино. Дома-музеи прогрессистов Николая Некрасова и Глеба Успенского в Чудове.                                        |                           |
| 2 | «Великий Новгород»        |
| Имперская Москва против парламентаризма Новгорода. Национально-освободительное движение и оппозиционеры. Газета «Русский караван» и беженцы из Донбасса. Должники.                 |                           |
| 3 | «Бронница — Едрово»       |
| Священник из цыганского табора. Дачи Сталина и Путина на Валдае. Проституция. Женщины.                                                                                             |                           |
| 4 | «Вышний Волочёк — Торжок» |
| Приватизировавший усадьбу Михаила Сердюкова бывший вышневолоцкий мэр. Разорившиеся вышневолоцкие заводы. Дальнобойщики. Цензура и провластное СМИ. Состояние скорой помощи Торжка. |                           |
| 5 | «Медное — Тверь»          |
| Власть и Законодательное собрание Тверской области. Мемориал «Медное» и Национально-освободительное движение. Музей М. Е. Салтыкова-Щедрина. Фермер из Франции.                    |                           |
| 6 | «Тургиново — Завидово»    |
| Положение малой родины Путиных. Усадьба «Прямухино». Сергей Мохнаткин. Депутат Жан Грегуар Сагбо.                                                                                  |                           |